# Bruno Gaido
Bruno Peter Gaido (ur. 1916 w Staunton, zm. 15 czerwca 1942 na Pacyfiku) – amerykański lotnik, żołnierz marynarki wojennej, członek załogi – strzelec, obserwator – bombowca nurkującego Douglas SBD Dauntless eskadry VS-6, uczestnik rajdu na wyspy Marshalla i Gilberta oraz bitwy pod Midway. Wsławiony zestrzeleniem z karabinu maszynowego tylnego strzelca stojącego na pokładzie USS „Enterprise” bombowca SBD Dauntless, zmierzającego do ataku samobójczego bombowca Mitsubishi G3M. Prawdopodobnie zestrzelony podczas powrotu z ataku VS-6 na japońskie lotniskowce podczas bitwy pod Midway, zginął jako jeniec wojenny zamordowany przez Japończyków z niszczyciela „Makigumo”.